# ザナドゥ・ネクスト
『ザナドゥ・ネクスト』 (XANADU NEXT) は、日本ファルコムによるアクションロールプレイングゲーム（アクションRPG）。

## 概要
『ザナドゥ』（1985年にリリース）の発売20周年を記念して、2005年にWindows (Win) 向けに発売された続編。ただし、ストーリーは直接つながっているわけではなく、同じ世界観を持つにすぎない。『ザナドゥ』の産みの親である木屋善夫も、この作品には携わっていない。本作は限定版と通常版の2種類を最初から販売し、限定版の特典としては同じく『ザナドゥ』から派生したPCエンジン向けRPG『風の伝説ザナドゥ』（I・II）を Win でプレイ可能とした復刻版が収録された。
『ザナドゥ』がアクション性やパズル的要素を重視したのに対し、『ザナドゥ・ネクスト』はストーリー性を重視している。

## あらすじ
騎士戦争で騎士達が敗退し、騎士という存在が古く珍しくなった時代。ある一人の騎士とアカデミー出身のシャルという女の子が、聖剣ドラゴンスレイヤーが眠るという城の伝説を聞きつけて、ハーレックの街に到着するところから物語は始まる。ドラゴンスレイヤーを求めて遺跡を探検するうち、騎士は古代ザナドゥ王国と魔王ガルシスの戦いに巻き込まれることになる……。

## 登場人物
主人公
元は北海騎士団のエリート騎士だったが、3年前の騎士戦争の後はトレジャーハンターとしてシャルと共に旅をしている。没落した後も騎士としての誇りは失っておらず、後の世に『最後の騎士』と呼ばれることになる。
シャル
本名シャーロット・L・ウェルズ。まだ幼いが考古学の知識は豊富で、アカデミーでは研究特待生となっている。主人公とは同じ孤児院で育った間柄で、失意の底にあった主人公を無理矢理誘って旅に出る。
アニエス
ハーレックの街に滞在する女トレジャーハンター。奇岩城の宝が目当てで、主人公を勝手にパートナーに任命する。
リーゼ
ハーレックの街にある精霊堂の女司祭。物静かで真面目だが、頑固で融通の効かない性格を持つ。ガーディアンを人に宿す、古の儀式を行うことが出来る。
ドヴォルザーク
町外れの遺跡で主人公の前に現れ、瀕死の重傷を負わせた謎の剣士。高潔で礼節を重んじるがその剣技に容赦は無い。その正体はかつて魔王ガルシスと戦った七導師の一人で『武』を司る。また、ローレライを時間の狭間に封じ込めたのも彼である。
ティオバルト
七導師の一人で『識』を司る。主人公の目の前で石化が解ける。
ガンダルチュア
七導師の一人で『功』を司る。七人の中では一番の巨漢。
ベアトリーチェ
七導師の一人で『魔』を司る。
アバターラハ
七導師の一人で『智』を司る。
シュトゥルム
七導師の一人で『捷』を司る。
ローレライ
七導師の一人で『魅』を司る。魔王ガルシスにそそのかされ、黒き花嫁と共に王国に背き、七導師の名を貶めた。
フローレット
500年前、聖剣ドラゴンスレイヤーを手にして魔王ガルシスを倒したと伝えられるザナドゥの姫巫女。開祖クーブラ・カーンに並ぶ英雄として讃えられている。
黒き花嫁
手記や石板に度々登場する。魔王ガルシスと夫婦の契りを結び、ローレライと共謀し魔王の復活を目論む。その正体はゲーム後半で明らかになる。

## ゲームシステム
クォータービューのスタンダードなアクションRPG。描画は3D。主人公の操作はマウスで行い（キーボードやゲームコントローラでのプレイも可能である）、左クリックでマウスカーソルの位置まで移動、もしくはマウスカーソルの位置の敵を攻撃。右クリックで、予め設定しておいたスキルもしくは魔法を使用するという、Win アプリケーションとしては至極スタンダードな操作系である。経験値が一定値に達する毎に主人公がレベルアップし、街の施設で自由に力、知性などにパラメータを割り振る事ができる。
スキルは特定の武器を使い込む事で習得する。魔法は呪文書を使用する事で習得可能。
そのマップ内の最後のモンスターは、武器で倒した場合に限り宝箱を落とす。中身はランダムで、多くはゴールドだが、まれにアイテムの場合もある。最後のモンスターを魔法で倒した場合は宝箱は出ず、またモンスターが落とした宝箱は魔法を受けると中身ごと壊れる（ただし宝箱を開けた後の中身は魔法を受けても壊れない）。

### アイテム
アイテムには大きく分けて、武器、防具、呪文書、消耗品、特殊アイテム、その他がある。これらのアイテムは、一部を除き武器屋や道具屋に売却したりシャルに預けたりもできる。

#### 武器
武器は武器屋で購入可能なほか、モンスターが落とす場合や、ダンジョン内の宝箱から入手できる場合がある。なお、武器屋で販売している武器はボス戦ごとに種類が増える。
装備するには、武器ごとに設定された最低能力値に達する必要がある。多くの武器は片手用だが、中には両手用の武器もある（盾が持てなくなる）。武器ごとに熟練度が設定されており、熟練度が上がるにつれ命中率やダメージが上がる。熟練度は最大200%で、前二作とは異なり武器のみに設定されている。
また全ての武器には固有のスキルが付随しており、装備した武器の付随スキルが使用可能になる。通常は武器を外すと付随スキルは使用不可となるが、その武器の熟練度が100%に達すると主人公がその付随スキルを習得し、装備を外しても使用可能となる。

#### 防具
防具は盾・鎧・兜の3種。いずれも武器屋で購入可能なほか、モンスターが落とす場合や、ダンジョン内の宝箱から入手できる場合がある。なお、武器屋で販売している防具はボス戦ごとに種類が増える。
装備するには、防具ごとに設定された最低能力値に達する必要がある。

#### 呪文書
魔法が書かれたアイテム。使用することで書かれた魔法を習得可能。道具屋で購入可能なほか、モンスターが落とす場合や、ダンジョン内の宝箱から入手できる場合がある。なお、道具屋で販売している呪文書はボス戦ごとに種類やレベルが増える。

#### 消耗品
回復アイテムや移動補助アイテムなど。道具屋で購入可能なほか、モンスターが落とす場合や、ダンジョン内の宝箱から入手できる場合がある。複数個を持ち歩くことができるが、一度に持ち歩けるのは最大10個。
メニューから選んで使用できるほか、アイテムスロットにセットすればキーボードからショートカットでの使用も可能。

#### 特殊アイテム
非消耗型の、特殊な効果を持つ装飾品などのアイテム。購入・売却は不可能で、ダンジョン内の宝箱から入手する。一部のアイテムは、アイテムスロットにセットすることで「装備」され、特定の岩や壁を壊せるようになる、息切れせず水中を歩けるようになる、といった特殊効果を発揮する。

#### その他
その他にも、ダンジョン内で扉を開けるのに必要な鍵や、鍵の材料となる骨など、ダンジョン攻略に役立つアイテムが入手可能である。
また、ザナドゥの歴史家が残した石板や、ザナドゥ時代の女性の手記といったストーリーに関わるアイテムもある。これらの内容は、シャルに預けた後に一定時間が経過すると読めるようになる。

### ガーディアン
古代ザナドゥ王国に繁栄をもたらした精霊たち。儀式によって体に宿すことで様々な恩恵を受けられる。ただし同時に複数を宿すことはできない。カードに封印されており、精霊堂にいるリーゼのところで付け替えが出来る。
モンスターを倒すと体に宿したガーディアンも成長し、ガーディアンの効果がアップする。

### スキル
付随する武器の熟練度を100%以上に上げることで習得する。全30種。スキルスロットにセットすることで、最大4種の効果を同時に得られる。

#### 発動系スキル
主に特殊な効果を持つ攻撃を繰り出すスキル。スキルスロットにセットすることで発動準備が整い、ショートカットで選択、右クリックで効果が発動する。スキルごとに異なる使用回数を持つ。

#### 状態系スキル
能力の底上げや、攻撃や防御に関する確率が上がるスキルが主だが、獲得ゴールドが増える「根こそぎ」や敵ステータスが見える「看破」といった特殊なものもある。スキルスロットにセットすると自動で効果が得られる。

#### 属性付与スキル
武器に属性を付与する（付与中は属性に応じたエフェクトが武器に付く）。スキルスロットにセットすると自動で効果が得られる。複数種類を同時にセット可能だが、効果を発揮するのは1種のみで、優先順位も固定されている。
モンスターによっては、特定の属性攻撃に弱いものや、逆に特定の属性攻撃では全くダメージを受けない・HPが回復するなどの特性がある。また、アンデッド系のモンスターは通常、1度倒されても復活する（ため2度倒す必要がある）が、これらのスキルをセットして倒すと復活しなくなる。

### 魔法
呪文書を使用することで習得する。全12種。全て攻撃魔法で、回復魔法や移動魔法の類は存在しない。スキルスロットにセットすることで発動準備が整い、ショートカットで選択、右クリックで効果が発動する（発動系スキルと同様）。魔法ごとに異なる使用回数を持つ。クリアには、最低でも1種類の魔法を習得する必要がある。
各魔法にはレベルがあり、上位レベルの呪文書を使うことでレベルアップする（下位レベルの呪文書を使っても呪文書を消費するだけでレベルダウンはしない）。レベルが高いほど威力は高い。

### ダンジョン
ダンジョン内は、所定の鍵を使わないと通れない扉や、様々な罠、箱を使ったパズルが用意されている。それらの罠やパズル、ボスを攻略し、新たなアイテムを入手することで、順次行動範囲が広がる（同社のほかのRPGにも見られる）システムになっている。

#### 箱パズル
箱を使ったパズルは、本作をクリアする上で欠かせない重要な要素である。各種の箱を利用し、段差を上ったり床のスイッチを押したりすることで、クリアに必要なアイテムが入手可能になったり、ダンジョンの奥へ行けるようになったりする。
箱は1度に1箱だけ、押し動かすことができる（倉庫番と同様）。箱の半分の高さの段差ならば押し上げることも出来るが、半分に潰れた箱や重なった箱の下側は押しても動かせない（一番上の箱は足場があれば押し動かせる）。箱にはいくつかの種類があり、パズルをクリアするには各箱の特性を上手く利用しなければならない。また箱の移動範囲が枠で固定されている場所や、他のアイテムやスキルも併用しないとクリアできない場所もある。

#### 破壊可能オブジェクト
フィールドの草花やダンジョン内の箱、壷などは、攻撃すると破壊可能。武器で攻撃すると武器の熟練度がわずかに上がるほか、まれに小額ゴールドや鍵、骨を落とすことがある。ただし、箱や壺の一部には攻撃したり、魔法を当てると爆発するものもある。これを逆手にとってモンスターを爆発に巻き込んで倒すことも可能。

### プレイング評価
エンドロール終了後、クリア時点での時間やレベルなどにより、プレイング評価が表示される。評価項目は以下のとおり。
Total Time（総合時間）
クリアにかかった時間。
Level（レベル）
クリア時のキャラクターのレベル。
Skill（スキル）
クリア時に習得しているスキル数。武器と魔法の両方がカウントされる。
Treasure Box（宝箱回収率）
宝箱の1回目の中身を回収した割合がパーセンテージで示される。2回目以降は中身がゴールドに変化する宝箱もあるが、回収率には影響しない。なお宝箱は全部で131個。
Potion Use Count（回復薬使用回数）
ヒールポーション3種とマジックポーション、毒消し、万能薬の使用回数の総計。
Damage Count（被ダメージ回数）
敵の武器攻撃や魔法攻撃でダメージを受けた回数。
Dead Count（死亡回数）
キャラクターが死んだ回数。死亡した時点で、現在使用中のセーブデータに自動で上書きカウントされる。
Save Object Count（セーブ回復回数）
セーブ回復の利用回数。本作は定点セーブであり、セーブ用オブジェクトを調べることでHP/SPが全快する仕様となっている。なおオブジェクト調査後、実際にはセーブしなかった（回復機能だけ利用した）場合もカウントされる。
Player's Rank
総合評価。レベルおよびレベルに応じた称号で示される。

### 追加ダンジョン
ファルコムの公式メールマガジン登録者限定で、追加ダンジョンがプレイできる拡張プログラムが配布された。現在は公式サイトのサポートページより誰でも入手可。
内容は、本編以上に強化されたモンスターが出現するランダム生成ダンジョン。それに伴い、キャラクターのレベル上限も20から30へと引き上げられている。